# Dragon Quest Monsters: Joker 2
 (mars 2020).
Si vous disposez d'ouvrages ou d'articles de référence ou si vous connaissez des sites web de qualité traitant du thème abordé ici, merci de compléter l'article en donnant les références utiles à sa vérifiabilité et en les liant à la section « Notes et références ».
Dragon Quest Monsters: Joker 2 est un jeu vidéo de rôle développé par TOSE et édité par Square Enix sur Nintendo DS. Il est distribué à partir du 18 avril 2010 au Japon.
Il fait suite à Dragon Quest Monsters: Joker sorti quatre ans auparavant sur la même plate-forme.

## Synopsis
L'aventure commence avec une cinématique montrant le héros s'embarquer clandestinement dans l'Albatros, un vaisseau à destination des Archibelles.
Les Archibelles sont des iles ou se déroule le mythique championnat des dresseurs, un tournoi opposant les meilleurs dresseurs de monstres du monde. Un championnat auquel le héros rêve de participer.
Malheureusement pour lui, l'Albatros essuie une violente tempête, et fait naufrage sur une ile mystérieuse...
Le jeune homme arrivera-t-il à sauver tous les passagers du vaisseau? Parviendront-ils à partir à temps pour participer au championnat?
Et surtout quel secret cache cette ile étrange, peuplée de monstres géants et dont les humains semblent avoir disparu depuis des siècles?

## Système de jeu
Le but du jeu est d'attraper des monstres dans un univers fantastique. Le joueur doit composer son équipe de monstres de plus en plus puissants selon les niveaux du jeu.
Les monstres sont regroupés dans un système de type et de niveau/rang.
Au niveau des types de monstres, ou familles, on compte:
- Les Gluants
- Les Dragons
- Les Naturels
- Les Bêtes
- Les Matières
- Les Démons
- Les Morts-vivants
- Les Inconnus

Chaque famille à une spécificité. Par exemple, les Dragons progressent lentement, mais deviennent très puissants.
Les niveaux, ou rangs, sont quant à eux classés en ordre croissant de la façon suivante:
Rang F ; E ; D ; C ; B ; A ; S et SS (ou X pour les versions américaine et européenne du jeu).
Ces rangs définissent la puissance de base des monstres. Par exemple, un monstre de rang A sera en général plus fort qu'un monstre de rang F.

## Les monstres
À ce jour, il existe 311 monstres dans Dragon Quest.
Comme il est dit précédemment, ils sont répartis en huit familles différentes, et en rangs de puissance.
Une des grandes nouveautés de Dragon Quest Monsters: Joker 2 par rapport à Dragon Quest Monsters: Joker, premier du nom, est le système de places.
En effet, le joueur possède une équipe de trois places, plus une équipe de remplaçants, qui peuvent être échangés à tout moment, et contenant trois places elle aussi.
En général, les monstres n'en prennent qu'une. Mais il existe dans ce jeu des monstres doubles et des monstres géants, occupants respectivement deux et trois places.
Ainsi, un joueur ne pourra avoir dans son équipe qu'un seul monstre géant, ou bien un monstre double et un monstre simple, ou encore trois monstres simples.
Évidemment, un monstre simple sera moins puissant qu'un monstre double de même rang et de même niveau, lui-même moins puissant qu'un monstre géant.
Heureusement, ils pourront tous aller au niveau 100. Au départ, ils ne vont qu'au niveau 50, au bout de cinq synthèses, ils iront au niveau 75 et à partir de 10 synthèses, ils iront au niveau 100.
Enfin, plus un monstre prend de place, plus il est en général difficile à avoir.
Un autre type de monstres assez spécial est les monstres de métal. Ils sont tous de la famille des gluants et sont entièrement constitué de métal.
Ces monstres n'ont pas beaucoup de PV, mais seul les attaques physiques leur infligent des dégâts et encore, très peu.
Ils sont donc presque invincibles, mais en échange, une fois battus, ils rapportent énormément d'expérience.